# Napjessteen

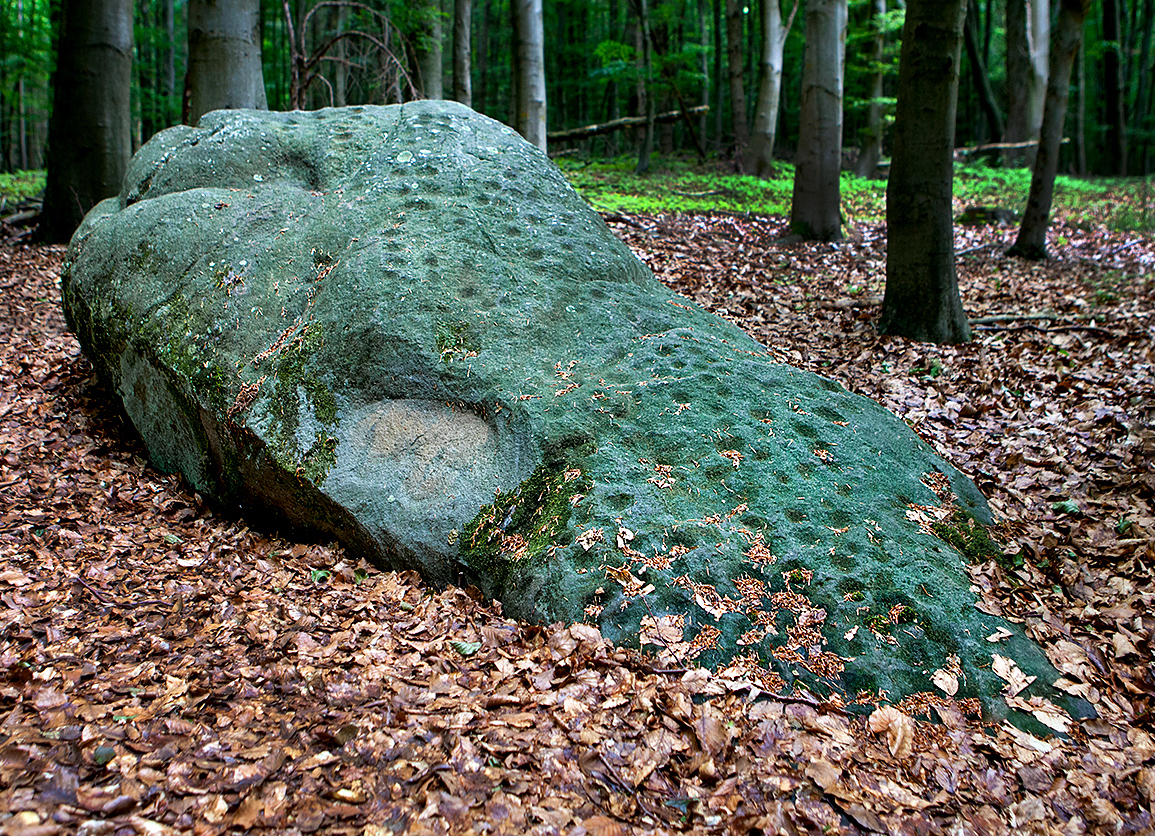
Schalenstein op de Bennerberg bij Brakelsiek, Schieder-Schwalenberg, Kreis Lippe, Noordrijn-Westfalen

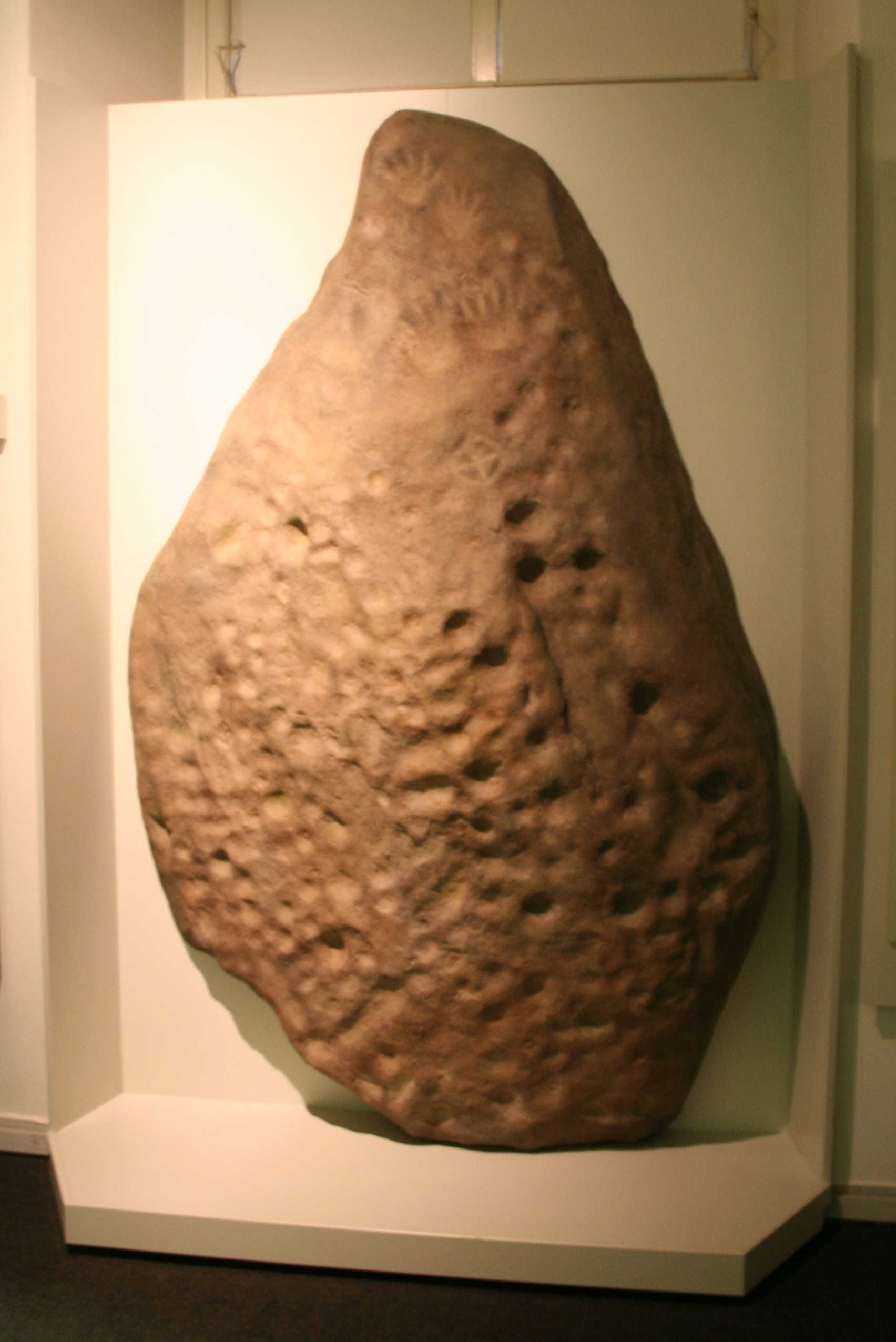
Steen van het hunebed Großsteingrab Bunsoh bij Kreis Dithmarschen

Napjesstenen (Duits: Schalensteine, Näpfchensteine, Engels: Cup Marks) zijn verder onbewerkte natuurstenen van uiteenlopend formaat, meestal zwerfstenen, waarin soms één maar meestal meerdere kunstmatige komvormige depressies zijn aangebracht. Men spreekt ook van schaalkuiltjes.
Napjesstenen zijn wijdverspreid. De verdiepingen zijn rond of ovaal en meest meerdere centimeters groot. Sommige stenen vertonen daarnaast slijpsporen. Een bijzonder type vormen de zogenaamde Cup and ring marks, deze vertonen ringvormige decoraties rond de verdiepingen.

## Benamingen
In Duitsland worden ze in de volksmond Blut-, Druiden-, Feen-, Opfer-, Teufels- of Hexensteine genoemd. Het zou gaan om de afdrukken van reuzenhanden of de hoefafdruk van een paard of de duivel.
In Zweden en Denemarken spreekt men van älvkvarnar en Æbleskivestenen ("elfenmolens"). Skålgropar stonden vroeger bekend als älvkvarnar (elfenmolens), omdat men geloofde dat elfen ze hadden gebruikt. Je zou de elfen kunnen sussen door ze een traktatie (bij voorkeur boter) aan te bieden die in een elfenmolen wordt geplaatst.
In bepaalde gevallen gaat het om voetafdrukken, zoals bij dolmens in Bretagne en rotsen in Scandinavië. In Ierland wordt dit uitgelegd als voetafdrukken van Sint Patrick of Sint Columba.

## Datering

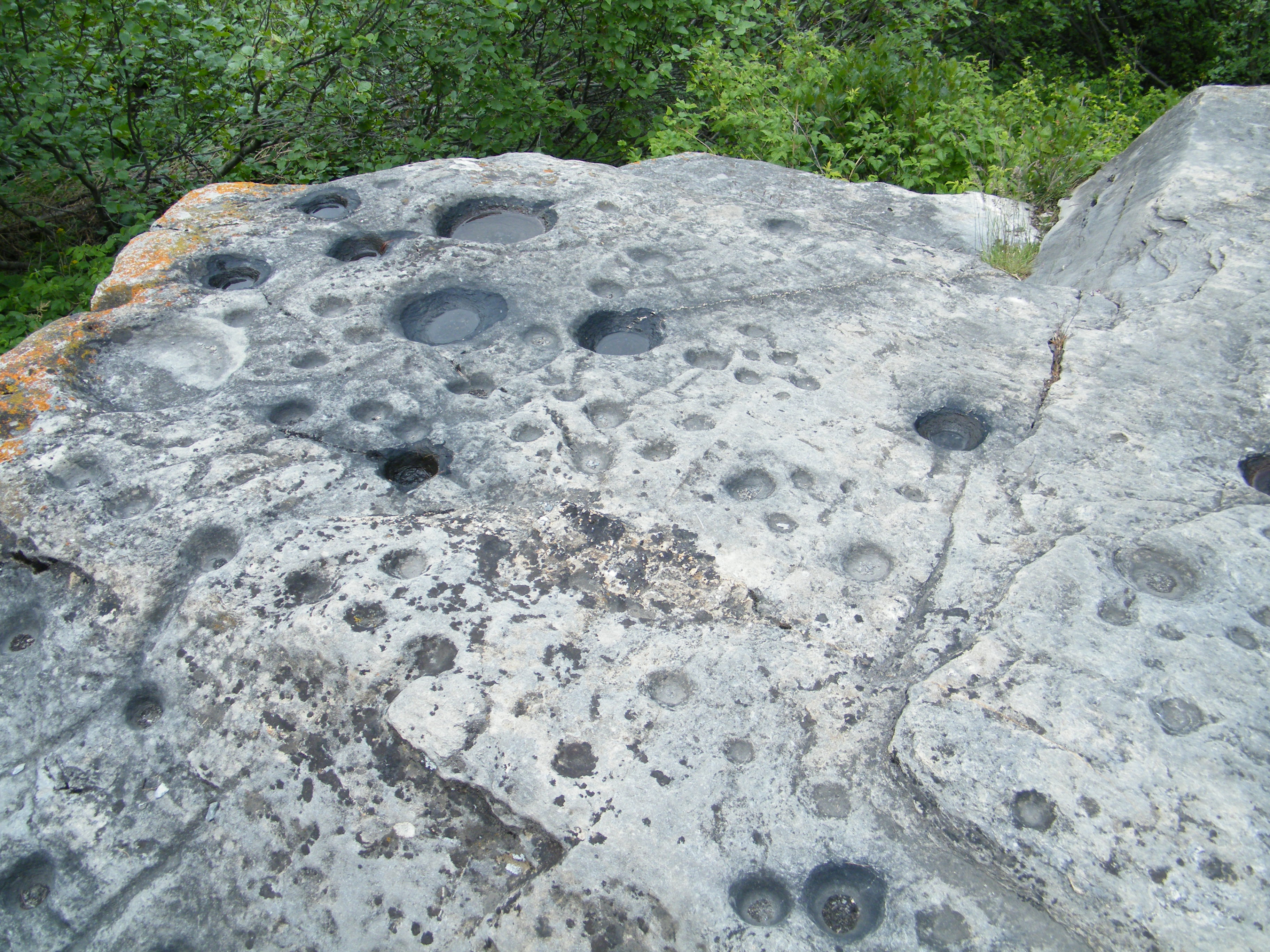
Pierre de Chantelouve, Savoie

De kommen zelf zijn moeilijk te dateren. De steen die in de abri van La Ferrassie in Frankrijk de 50.000 jaar oude schedel van een neanderthalerkind bedekte bezat aan de onderkant drie kommen.
Wijdverspreid komen de napjesstenen voor vanaf het late neolithicum, waarbij ze op de stenen van megalithische graven voorkomen. Op de oudere stenen werden de napjes verspreid aangebracht; in de laatste periode van het neolithicum in patronen, waarbij ze soms als de cup and ring marks met geultjes verbonden werden.
Napjes komen relatief vaak op dek-, krans- en draagstenen van hunebedden voor, en vooral ook op de poortstenen. De deksteen van Sømarkedyssen op Møn bezit meer dan 450 napjes (Deens: skålgruber, skåltegn). Bij minder dan 5% van de Deense hunebedden komen napjes voor; in Mecklenburg echter bij meer dan 30%, gemiddeld rond 26 tot meer dan 167. Bij een aantal hiervan is de aanzet van een boor nog herkenbaar. De napjes op de hunebedden in Mecklenburg kunnen niet toegeschreven worden aan de bouwers van de graven, de mensen van de trechterbekercultuur. Kommen aan de binnenkant zijn zeldzaam en worden ook beschouwd als afkomstig van hergebruik tijdens de bronstijd.
De oudste Zwitserse napjesstenen worden tot in het mesolithicum gedateerd (8000-4500 v. Chr.), hetgeen echter onzeker is. Scandinavische wetenschappers zijn meest van mening dat ze uit de bronstijd stammen.
Omdat napjesstenen al vanaf de Oude Steentijd tot de IJzertijd en mogelijk zelfs later gemaakt werden kan men ze niet tot een bepaalde culturele traditie rekenen.

## Betekenis
De napjesstenen zijn vaak uitgelegd als vruchtbaarheidssymbolen, kalenders, vijzels, vuurboorplaatsen, afbeeldingen van sterrenbeelden, landkaarten of wegwijzers. In de vakliteratuur worden ze vaak als offerschalen uitgelegd. Zo zouden ook de hindoes offergaven in dergelijke schalen gieten, en volgens andere berichten zouden het natuuraltaren zijn waarop voedsel, bloemen of aromatische planten aan vruchtbaarheidsgoden geofferd werden. Ook in Duitsland zijn verhalen bekend over het plaatsen van boter in de schaaltjes. Hieruit zou een zalf verkregen worden of het zou gaan om een offer aan bovennatuurlijke wezens.
Volgens sommigen zou men met behulp van stokken de schalen voor de datering van de zonnewende benut hebben, maar een dergelijk gebruik is niet te bewijzen.

## Napjesstenen in verschillende landen

### Duitsland
Voorbeelden van napjesstenen zijn: de deksteen op de Bargloyer Steinkiste, twee dekstenen van de Driehauser Steine en de Teufelsstein.
Ook het langgraf "Reddereitz 2" heeft napjes.

### Zwitserland

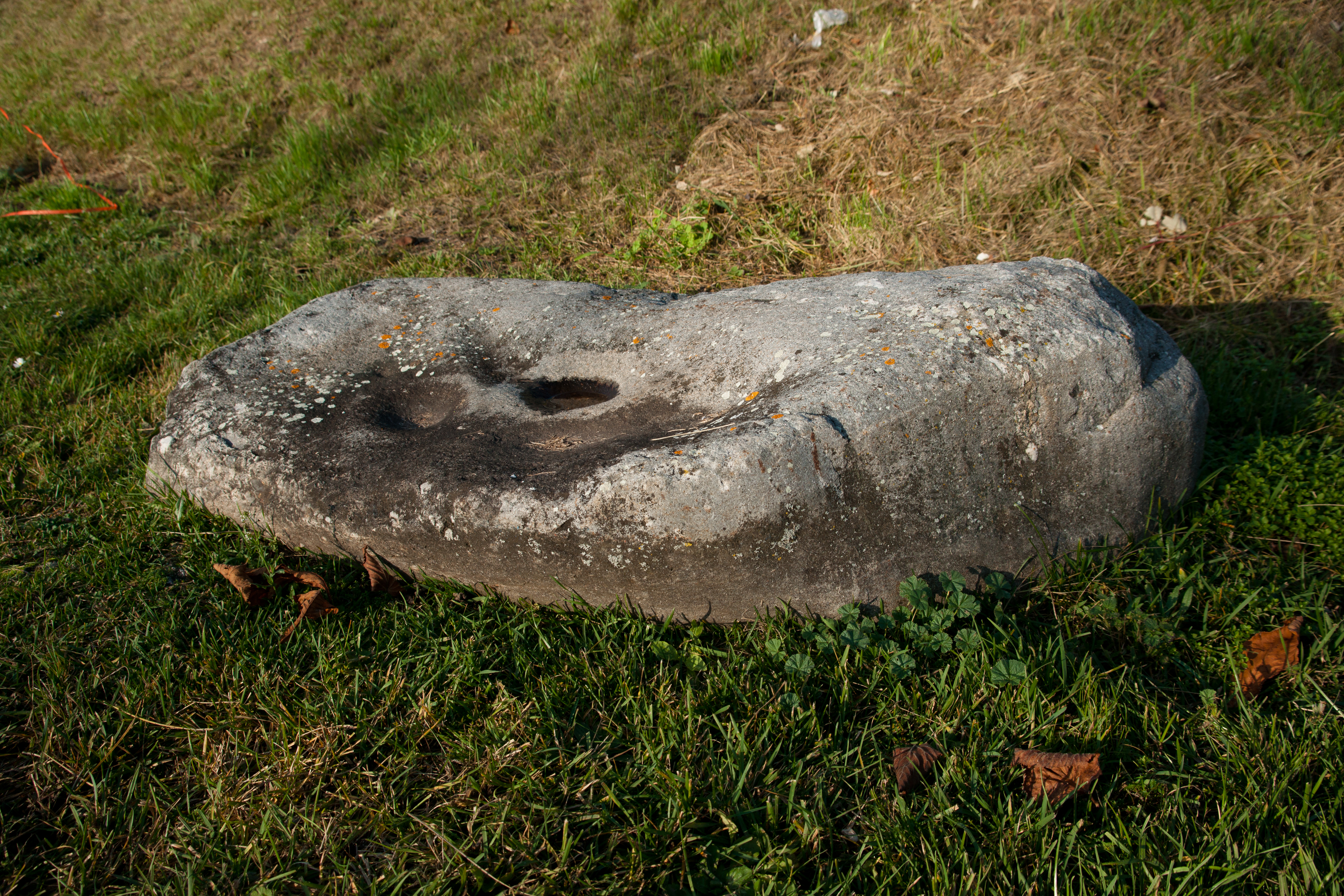
pierre à cupule, Croy, Zwitserland

In Zwitserland werden sinds de beschrijving in 1854 van de Pierre-aux-écuelles van Mont-la-Ville meer dan duizend napjesstenen ontdekt. Een van de grootste is de Pierre à empreintes van Saint-Luc, Wallis met meer dan 300 kommetjes.

### Zweden

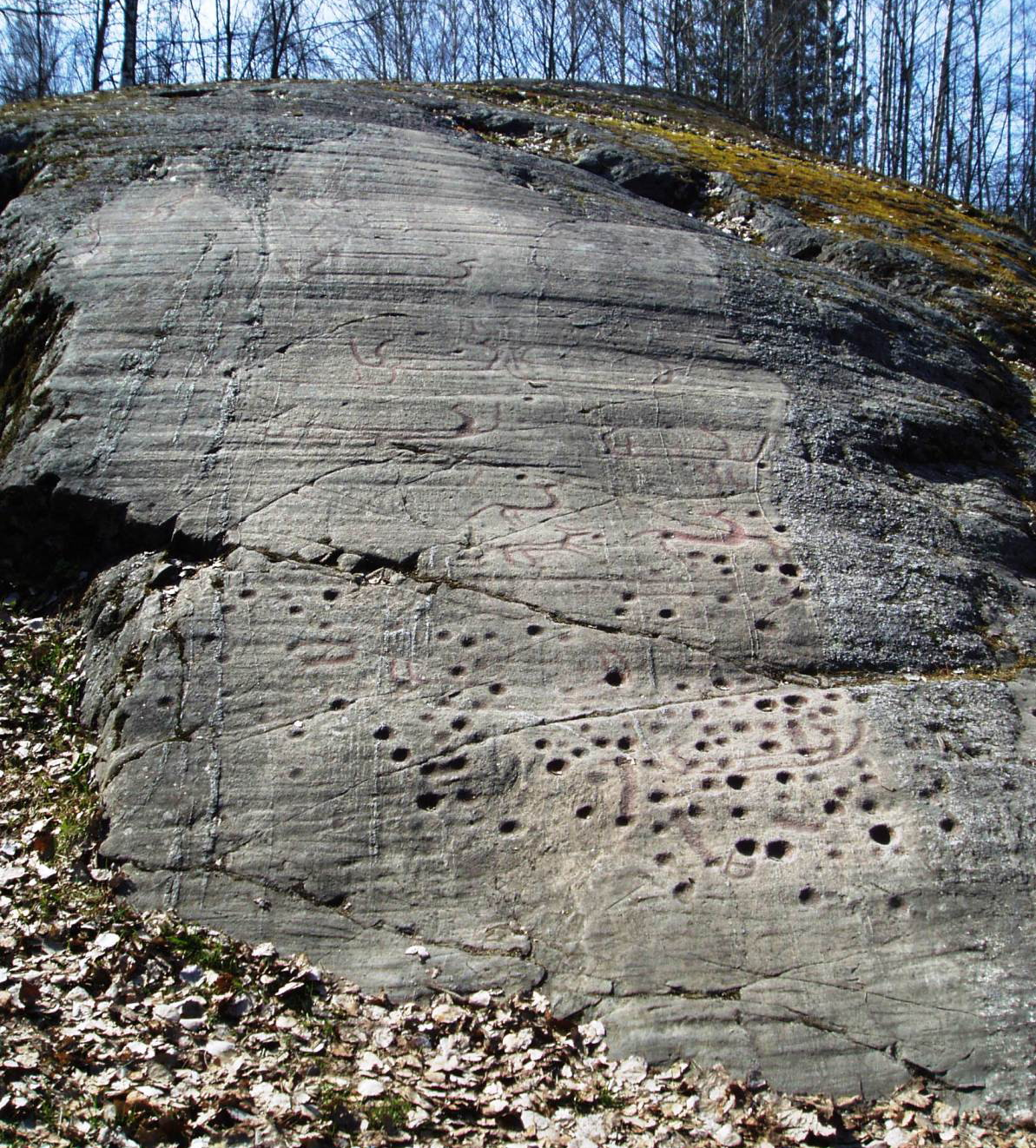
Rotstekeningen bij Slagsta, Zweden

In Zweden spreekt men van skålgropar, "schaaltjesgroepen", welke als rotstekeningen worden beschouwd. Ze komen met 27.000 vermeldingen in het bijzonder vaak voor in het zuidwesten van Uppland. In de regio Veckholm worden ze vergezeld door scheepsafbeeldingen. Hun functie is onduidelijk. De stenen waarop ze zich bevinden worden beschouwd als uit de bronstijd daterende offerstenen. De ronde kommetjes zijn 4–8 cm in diameter en meest 1–2 cm diep. In de volksmond worden ze älvkvarnar ("elfenmolens") genoemd, omdat men geloofde dat de feeën daarin hun graan maalden. Tot in de jaren 1940 kenden oude mensen in Veckholm het met de kommetjes verbonden bijgeloof. Wijze mannen en vrouwen trokken naar verluidt op bepaalde tijden in het geheim naar de stenen om ze met vet te vullen.

### Denemarken
Het westelijke deel van Denemarken is arm aan stenen. Hier lijkt zich een bijzondere kleine soort van napjesstenen te hebben ontwikkeld. Deze komen vooral veel voor in het zuidwesten van Denemarken en op Ærø, Als, Langeland en Lolland. In het Marstal Søfartsmuseum op Ærø bevindt zich een kleine verzameling van napjesstenen uit de bronstijd, de grootste waarvan slechts vuistgroot is.

### Nederland

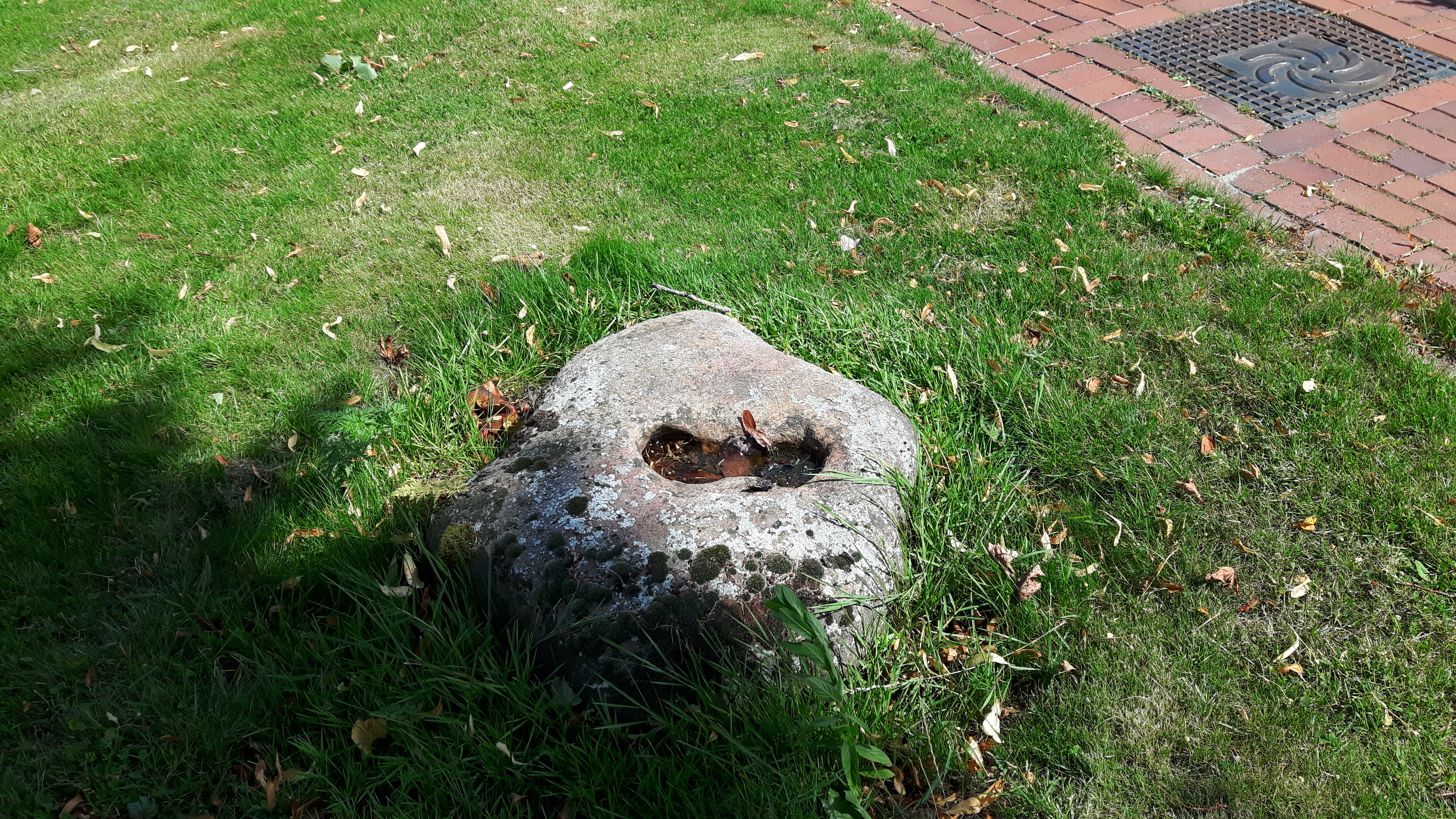
De duivelse kei in Holwierde, volgens een legende met de voetstap van de duivel

In ‘Sporen van Indo-germaansch ritueel in germaansche lijkplechtigheden’ van Johan Hendrik Gallée is een pagina over hunebedden opgenomen. Gallée beschrijft de kuiltjes die in sommige dekstenen gevonden worden en neomt ze Blut- of Opferlöcher. Volgens W.J. de Wilde komen de kuiltjes niet alleen voor bij dekstenen, maar ook bij draagstenen zoals hunebed D44.
In Nederland gevonden napjesstenen zijn meestal klein met één of slechts een handvol kommetjes. Men spreekt hier ook wel van schaalkuiltjes. De functie van deze stenen, meestal afkomstig uit het Neolithicum van Noordoost-Nederland, is onduidelijk.
Op het kerkhof rond de kerk van Rinsumageest liggen twee kleine napjesstenen (napkesstiennen), er moeten vroeger meer zijn geweest
Bij Ede ligt een Bloedsteen bij een doolhof op een grafheuvel.
In Holwierde ligt de duivelse kei. Volgens de legende sprong de duivel hard op deze steen, nadat er niet meer geofferd werd na de kerstening. Zie ook Katmis.

#### Hunebedden met schaalkuiltjes / cupmarks
Het hunebed D16 bij Ballo bezit zes schaalkuiltjes op de zesde deksteen.
In 2018 werden drie cupmarks op de derde deksteen van D16 herkend. Bij D2 (hunebed) werden twee cupmarks aangetroffen. Bij D3 (hunebed) zijn twee hunebedden aangetroffen, waarschijnlijk zijn hier meer cupmarks (maar doordat de deksteen op zijn zij is gegleden zijn deze niet te zien). Ook bij D27 (hunebed) zijn cupmarks aangetroffen; een rij van vijf met daarnaast nog twee extra cupmarks.  Bij D32 (hunebed) zijn drie kleine cupmarks goed te zien. Ook hunebed D49 (hunebed) heeft cupmarks, het bevat stenen uit de hunebedden D33 (hunebed) en D49 en een van de kransstenen bevat twee diepe cupmarks.

#### Handen, vuisten, voetafdrukken en vingers
Nicolaas Westendorp schrijft in 1822 dat de Schout van Rooijen vermeldt dat in een van de grote stenen van D52 een hand is uitgehouwen.
In 1819 bezocht Johann Friedrich Heinrich Arends Drenthe en beschreef o.a. het hunebed D14, hij vertelt dat er putjes te zien zijn die op indrukken van grote vingers lijken. Zijn gids vertelt dat de afdrukken van de reuzen zijn.
Reuzen zouden de Dikke Stienen of hunebedden hebben gemaakt, in het Emmer hunebed D45 zou nog een afdruk van een vuist van de reus te zien zijn. Volgens verhalen heeft Napoleon zijn paard op deze deksteen laten staan De Wilde hoorde het verhaal over de voetafdrukken van het paard van Napoleon over hunebed D9, D17, D18, D14, D28, D29, D27 en D45. Een veldwachter laat hem de voetafdruk zien op D45.
Er wordt verteld dat de deksteen van een hunebed in Emmerdennen gebarsten is door de sprong van het paard, maar in werkelijkheid is een vuur de reden hiervan. Wel zijn 10 indrukken te zien in een draagsteen. Ook over de kei van Lage Vuursche gaat het verhaal over het paard van Napoleon.

### Frankrijk

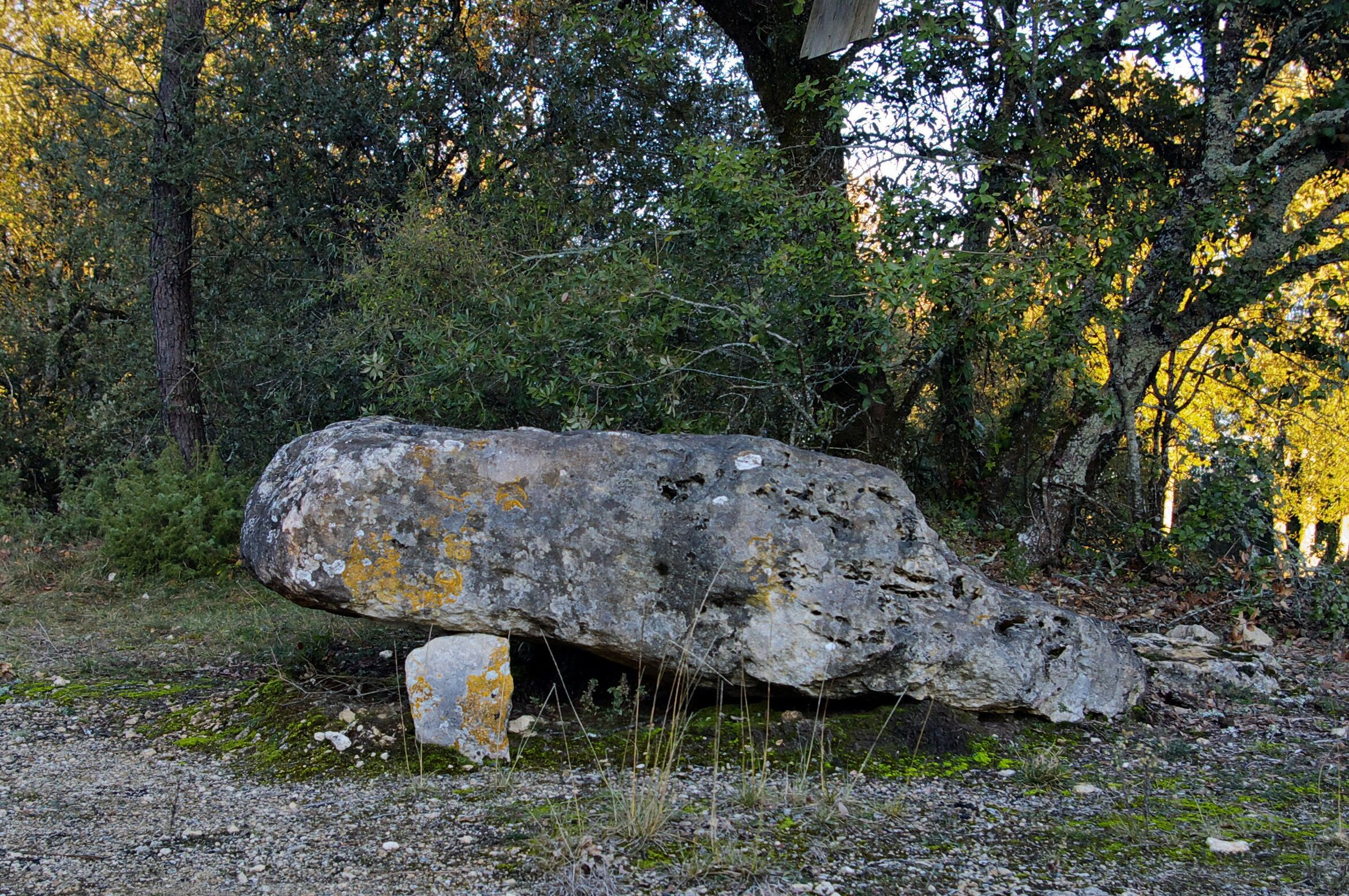
De Pierre du Diable (de steen van de duivel) of ook wel dolmen de Peyrelevade bij Vitrac heeft napjes op de steen

Volgens de folklore is een afdruk van een hiel en een stok van een fee te zien op een deksteen van de Dolmen de la Pierre Cesée in Soucelles. Een andere verhaal vertelt dat de naam komt, doordat de steen is getroffen door bliksem en daardoor is gebroken (caesee). Weer een ander verhaal vertelt dat het een foute vertaling is van Caesar en dit verwijst ook naar de nabijgelegen menhir Doigt de César die de vinger van Caesar wordt genoemd.
Volgens lokale folklore zouden feeën mensenkinderen ontvoeren. De afdrukken boven op de menhir Pierre levée (Silly-en-Gouffern) zouden de vingerafdrukken van feeën zijn. Een andere benaming van deze menhir is daarom Pierre levée des fées de Gouffern.

### België
De Pas-Bayard zou volgens de legende een afdruk van de hoef van het Ros Beiaard dragen.
Maria wilde helpen om de Onze-Lieve-Vrouwekathedraal (Doornik) te bouwen en ze haalde de Pierre Brunehaut. Toen ze onderweg naar Doornik was, hoorde ze dat de eerste steen van de fundering al was gelegd. Ze liet daarom de steen in Hollain achter en zette zich af tegen de steen om terug te keren naar de hemel. Zo liet ze haar voetafdruk achter.

## Afbeeldingen

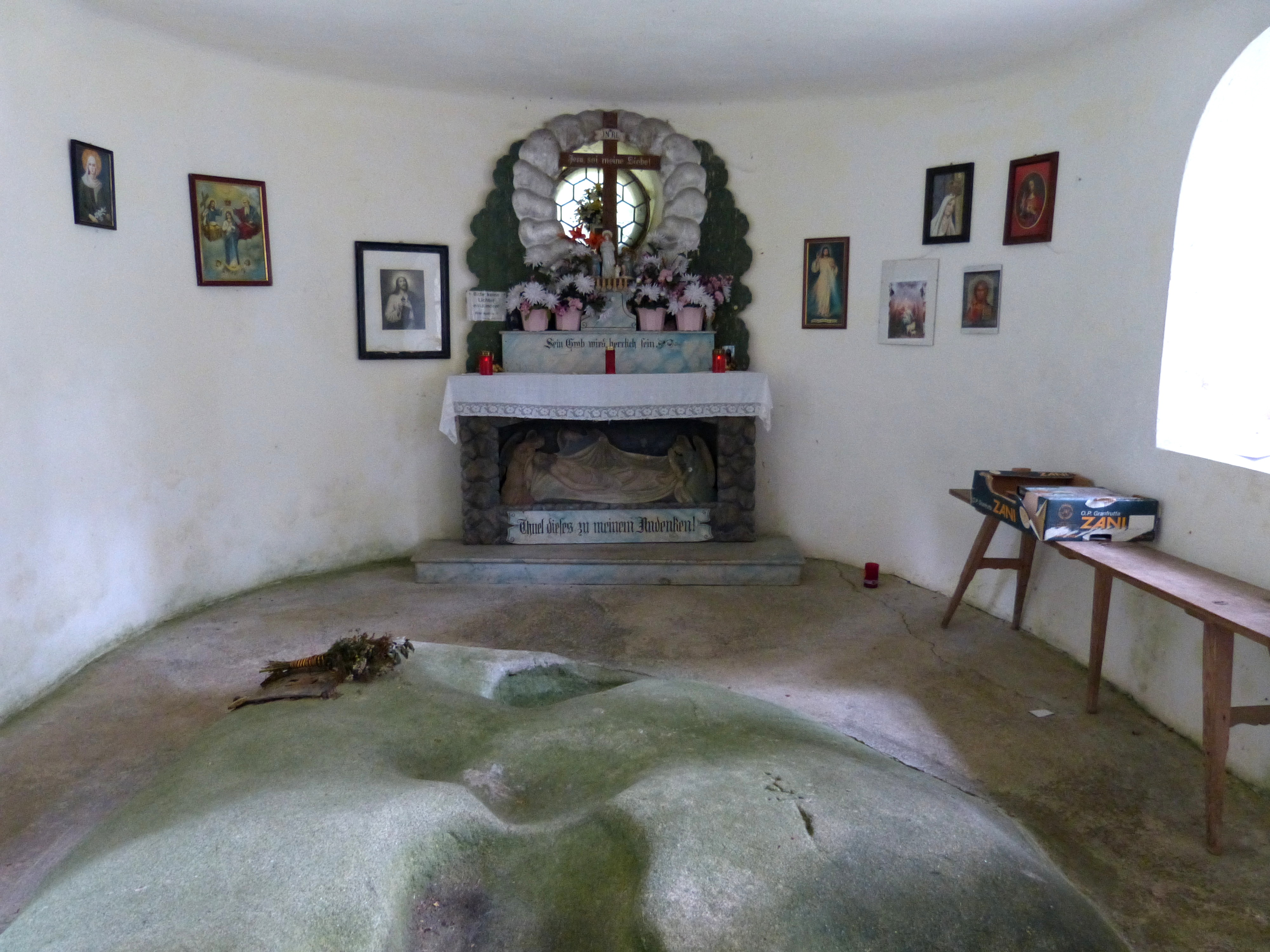
Er is een kapel rond de Schalenstein gebouwd in Schönegg
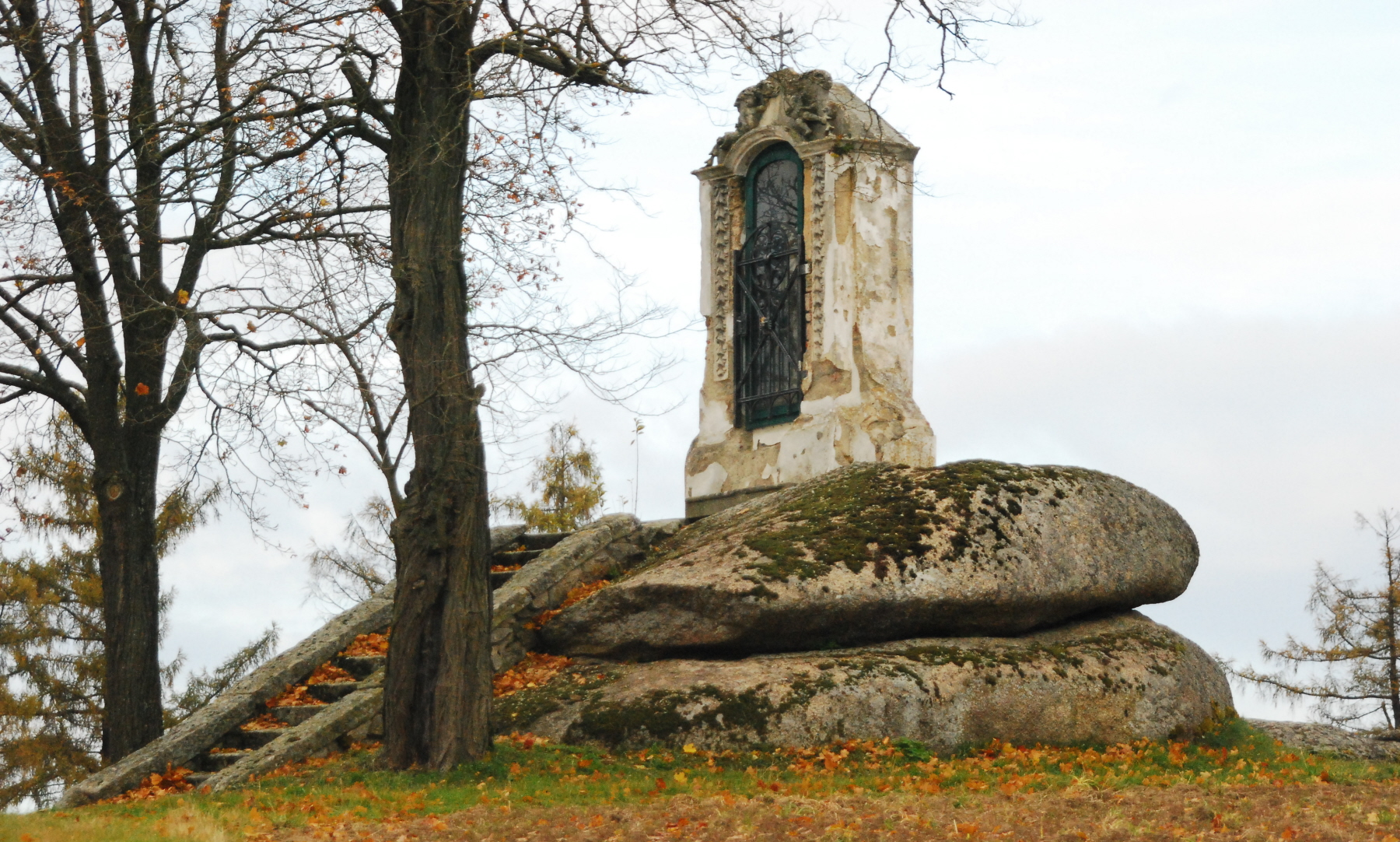
Er is een kapel gebouwd op de Schalenstein in Eisgarn
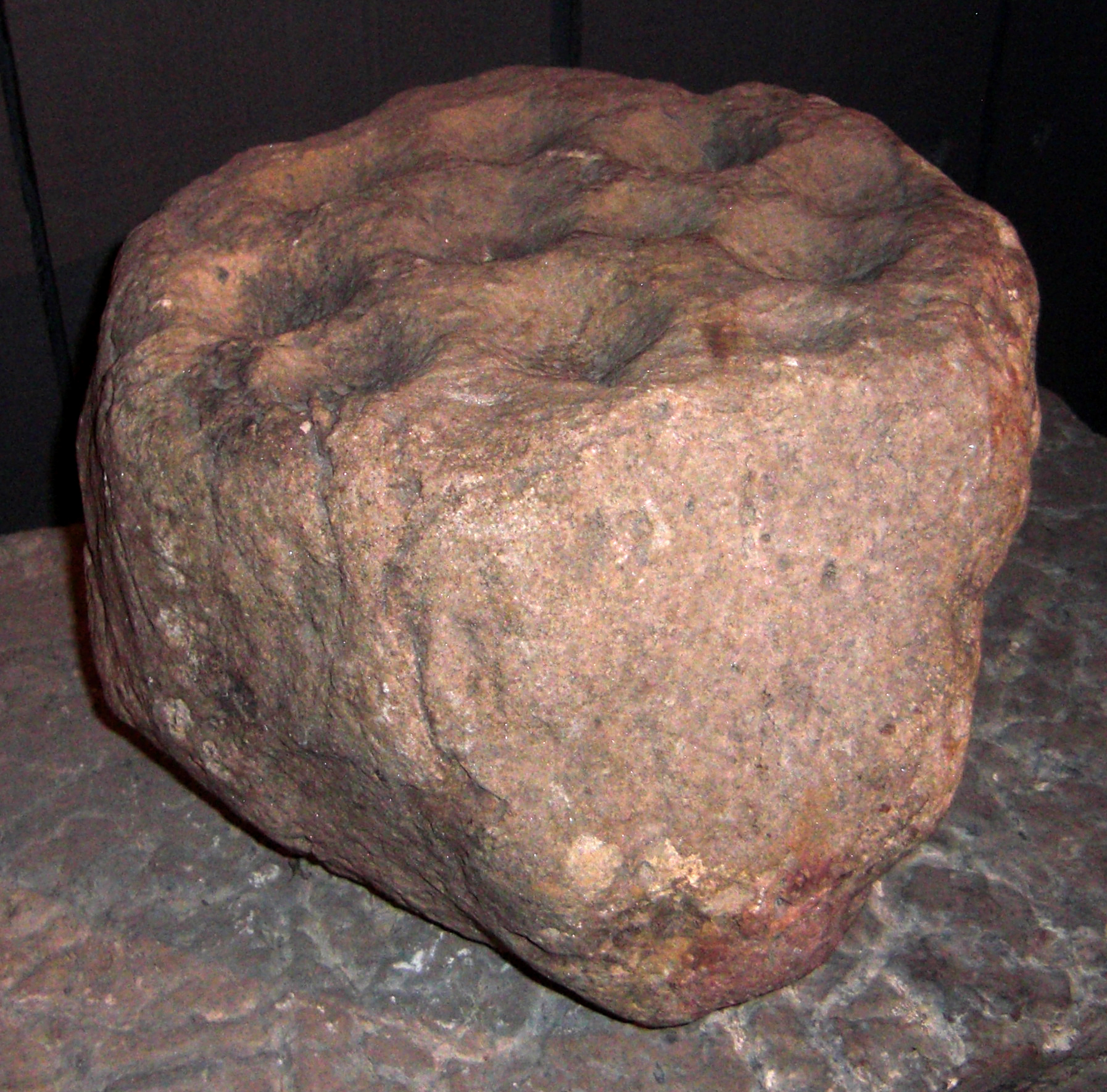
Skålgropssten uit Zweden
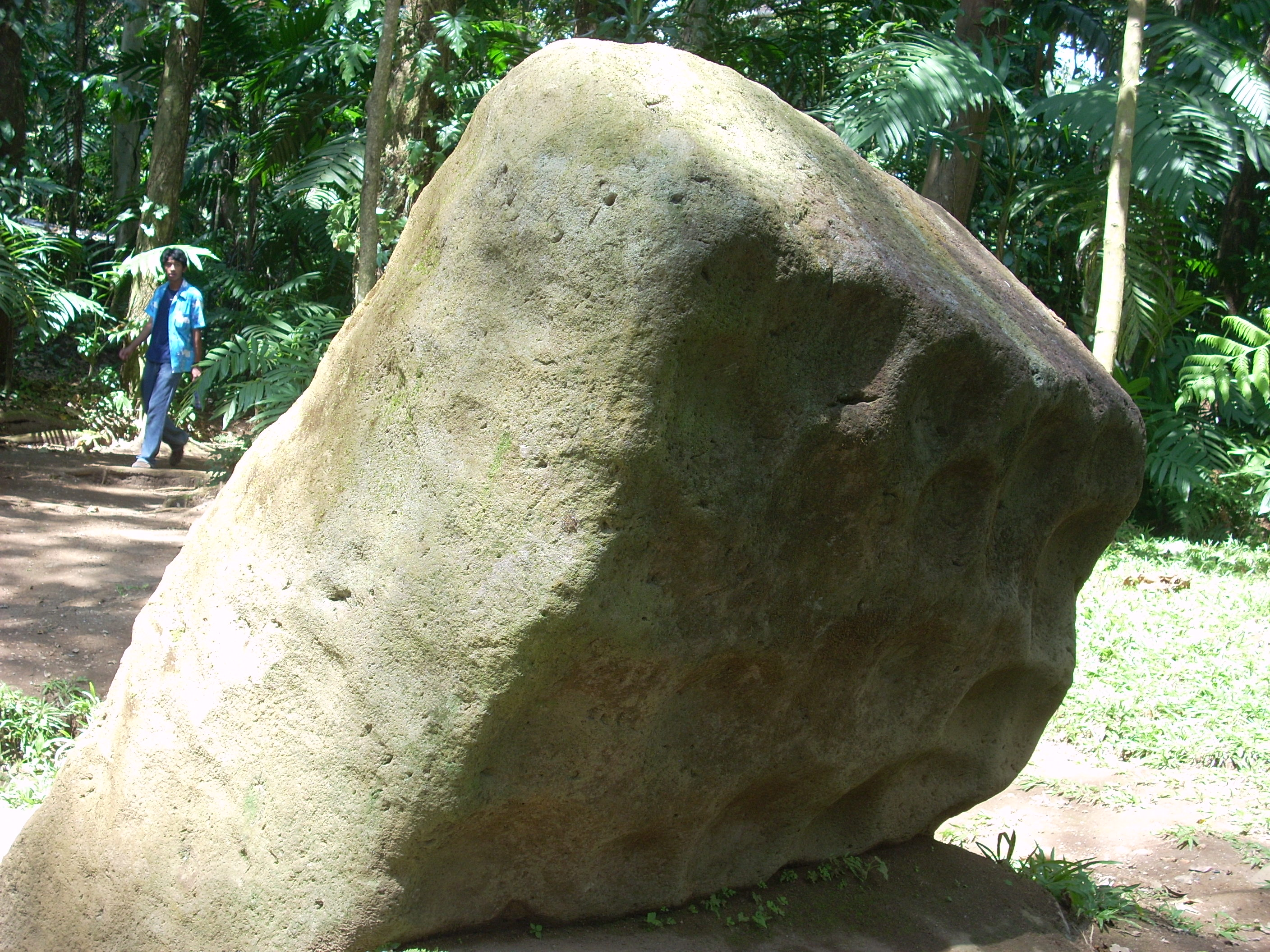
Napjessteen in Guatemala
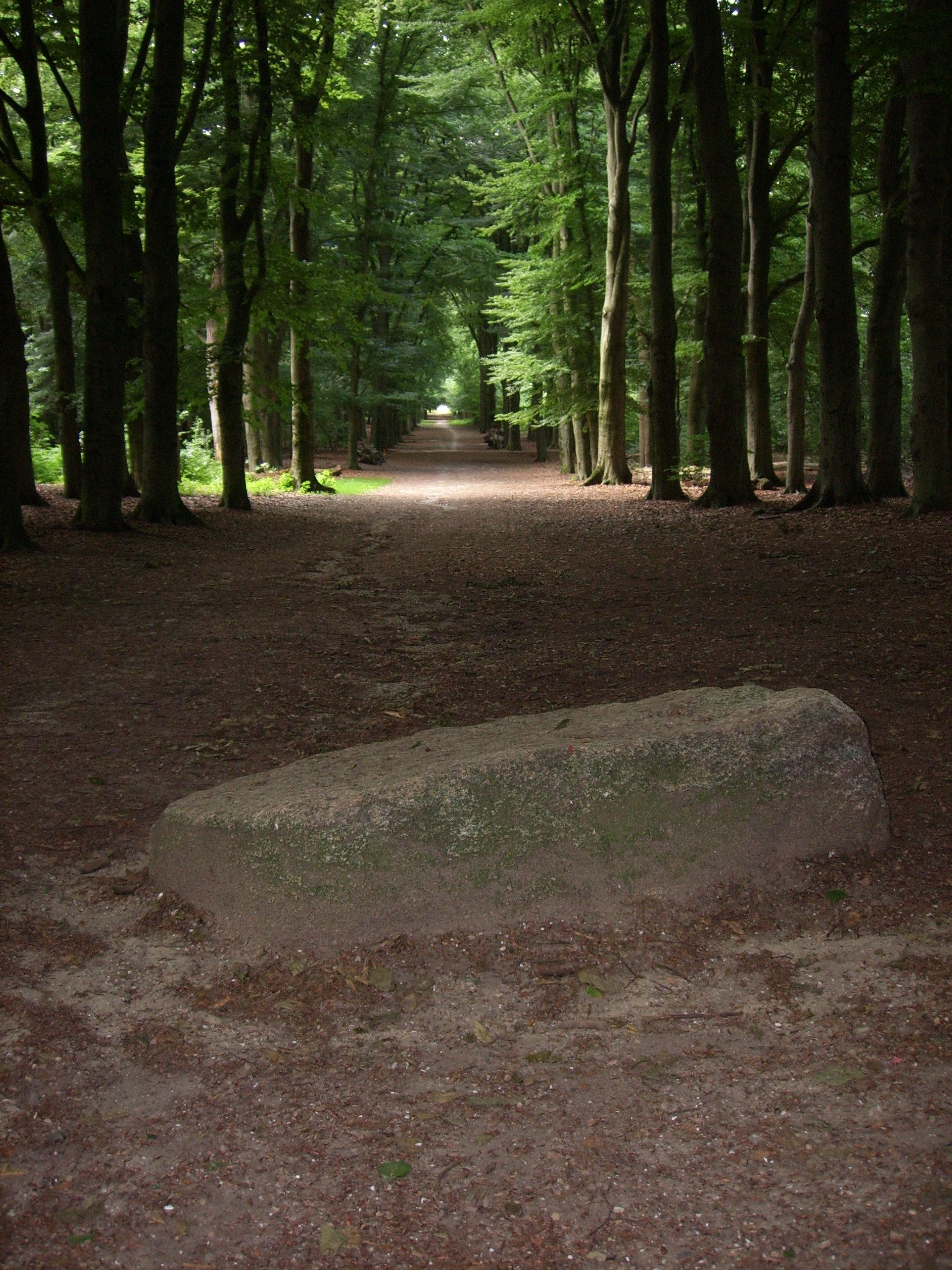
Bloedsteen Ede
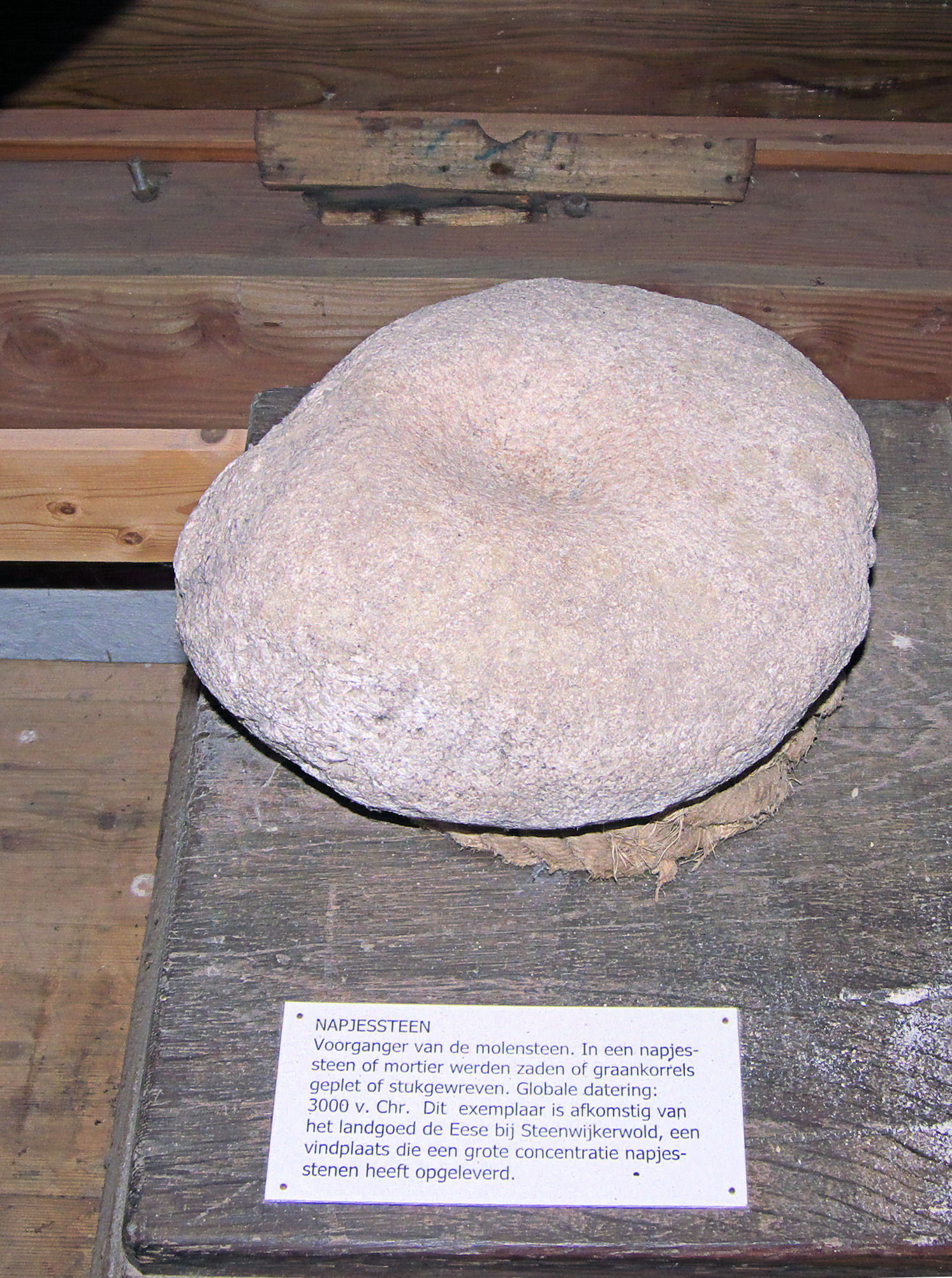
Napjessteen afkomstig van landgoed De Eese, Overijssel; of dit inderdaad een maalsteen was is echter onzeker
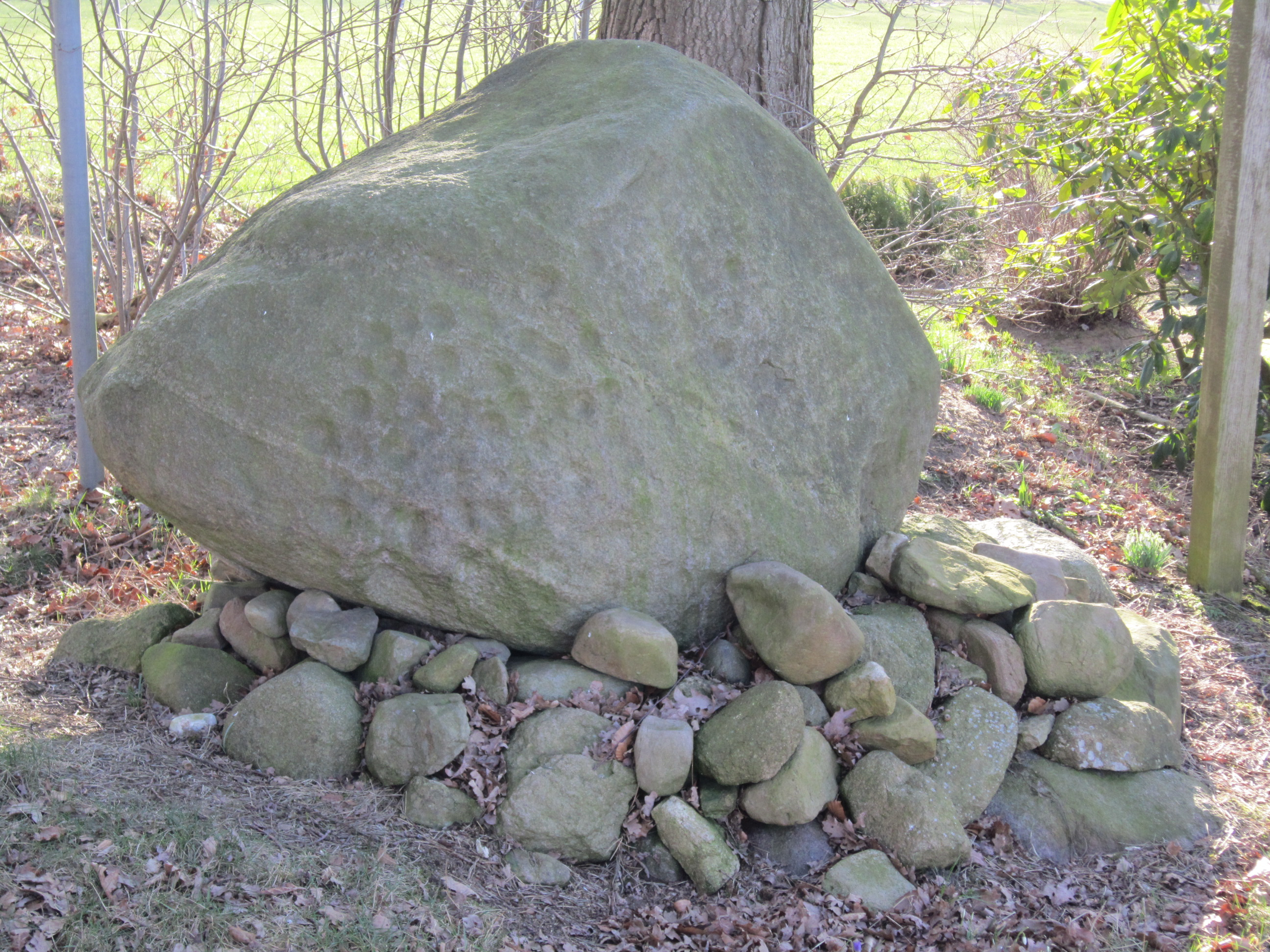
Teufelsstein of Deuvelstein bij Restrup
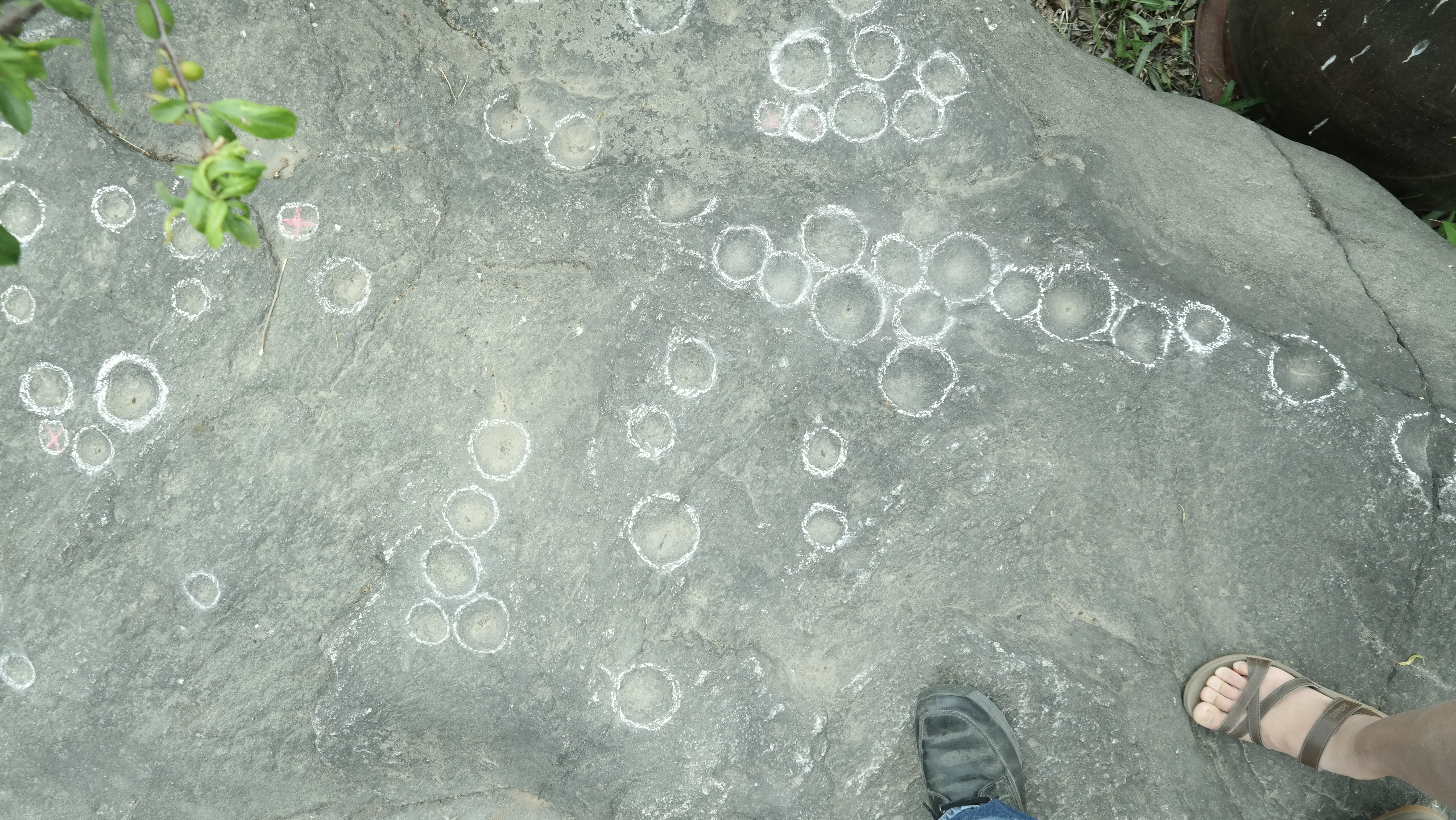
Napjessteen in Zuid-Korea